# Бъбълецка крепост
Бъбълецка крепост (на гръцки: Κάστρο Πύργων) е археологически обект край село Бъбълец (Пирги), Драмско, Гърция.

## Местоположение
Крепостта е разположена в средата на Плевненския пролом над десния бряг на река Сушица, югозападно от Бъбълец. Точката е стратегическа, тъй като пази един от проходите от вътрешността на Балканите към равнините на Македония. На срещуположния бряг на пролома на Сушица е крепостта Кале.

## История
В теснината между Бъбълец и Плевня в раннохристиянската епоха е направен добър каменен път, който все още е запазен на няколко места. Изглежда, че през ранновизантийската епоха, VI век, проходът е бил важен и районът е имал трафик, така че е преживял известен икономически и демографски бум. Наоколо има много останки от този период, като кули на акведукт, останки от жилища и други. След VI век, когато започват варварските набези и особено когато България престава да бъде византийска провинция, пътят престава да бъде натоварен и районът, изглежда, запада, тъй като не са намерени значими останки от по-късни периоди.

## Описание
Крепостта е една от крепостите, които защитават пътя през пролома, и вероятно принадлежи към същата епоха като Кале. Крепостта има две строителни фази, едната през VIII век и една през XI век.